# كالوم جونسون
كالوم جونسون (بالإنجليزية: Callum Johnson)‏ هو لاعب كرة قدم أمريكي في مركز الوسط، ولد في 1 نوفمبر 1997 في نيويورك في الولايات المتحدة.

## وصلات خارجية
- كالوم جونسون على موقع الدوري الأمريكي (الإنجليزية)
- كالوم جونسون على موقع قاعدة بيانات كرة القدم.إي يو (الإنجليزية)